# 후슈
후슈(俘囚, ふしゅう)는 무쓰(陸奥) ・ 데와(出羽)의 에미시(蝦夷) 가운데 일본 조정의 지배하에 속하게 된 자들이다. 예속의 정도가 낮은 것을 이후(夷俘, いふ)라 했다.
일본 조정의 도호쿠 지방으로의 영토 확장에 따라 후슈로 편입된 자들과, 포로가 되어 일본 영내로 강제이주된 자들이 있었다. 또한 주로 제2차 세계대전 당시 전쟁포로의 신분이 된 자들도 후슈라 불렸다.

## 사민된 후슈
7세기에서 9세기까지 야마토(大和) 조정과 에미시 사이에 벌어진 전쟁에서, 항복 혹은 귀순한 에미시의 남녀 집단을 야마토 조정은 자국 영내(규슈 지역 및 그 인근)로 사민시키는 강제 이주 정책을 행했다. 조정은 후슈가 사민된 지역의 고쿠시(国司)에게 후슈의 통치를 겸임시켜 그들의 감독과 교화 ・ 보호양육을 맡긴다. 후슈는 사민된 곳에서 정착해 생계가 해결될 때까지 후슈료(俘囚料)라는 명목으로 고쿠시로부터 식량을 지급받았고 용(庸) ・ 조(調)의 세금이 면제되었다. 그러나 후슈들 대부분이 사민된 띵에서 제대로 정착하지 못했기에 후슈료의 지급은 계속됐다.
후슈는 일반 공민(公民)들과 크게 다른 생활 방식을 지녔는데, 사냥 및 武芸 훈련이 후슈 생활의 특징이었다. 고닌(弘仁) 3년(812년) 조정은 고쿠시들에게 후슈 가운데 구성원내 영향력이 큰 자들을 가려 이후죠(夷俘長)로서 후슈 사회의 형벌권을 맡기도록 했다. 사민된 후슈들은 9세기 일본에서 국내 치안 유지를 위한 주요 군사력으로서의 위치에 있었다. 후슈가 보유한 사냥 기술 ・ 무예는 승마와 기사(騎射)를 중심으로 하고 있었고, 이들 후슈의 전투 기술은 당시 새롭게 대두한 무사(武士)들에게 큰 영향을 주었다. 예를 들어 후슈가 사용하던 와라비테가타나(蕨手刀)는 무사들의 모발형태도(毛抜形太刀)로 발전했고 이것이 일본도의 원형이 되었다. 이같이 후슈의 전투기술은 일본의 초창기 무사들에게로 이어진다.
그러나 813년경 이즈모국(出雲国)에서 일어난 「아라가시(荒橿)의 난」, 875년의 「시모우사(下総) 후슈의 난」, 883년의 「가즈사(上総) 후슈의 난」 등 후슈에 의한 무장봉기가 곳곳에서 일어나게 되는데, 그 원인은 후슈들에 대한 부당한 처우와 개선 요구에 있었다. 간표(寛平) 9년(897년) 조정은 사민시켰던 후슈들을 다시 오우(奥羽) 지방으로 송환하는 정책을 취했다. 이에 따라 전국 각지에 흩어져 있던 사민된 후슈는 에미시들이 살았던 오우 지방으로 돌아가 살게 되지만, 그 뒤로도 5백 개가 넘는 후슈 부락(部落)이 여전히 잔존했고 현재 이들은 일본 내 피차별 부락의 일부가 된 것으로 조사되고 있다.

## 오우(奥羽)의 후슈
무쓰 ・ 데와에 송환된 후슈도 현지 조정측 사람들과는 달리 조세가 면제되었다고 여겨진다. 그들은 무쓰 ・ 데와의 고쿠가(国衙)로부터 식량과 베를 공급받는 대가로 조정에 복종할 것을 맹세했고 고쿠가에 특산품을 바쳤다. 후슈라는 지위는 변경 사람들을 하위에 둔다는 당시 일본 조정의 태도에서 생겨났고, 후슈들은 세금을 바치지 않아도 된다는 조건을 기반삼아, 교역을 통해 힘을 키우게 되었다. 이것이 11세기에 이르러 후슈죠(俘囚長)를 칭한 아베 씨(安倍氏), 후슈슈(俘囚主)를 칭한 데와 기요하라 씨(出羽清原氏), 후슈쇼두(俘囚上頭)를 칭한 오슈 후지와라 씨(奥州藤原氏)의 위세로 구현된다.
그러나, 오슈 후지와라 씨의 시대에 후슈는 문화적인 면에서 일본인들과 거의 다름없게 동화되어버린 상태였다고 여겨진다. 오슈 후지와라 씨가 멸망한 뒤, 가마쿠라 막부(鎌倉幕府)는 간토(関東)의 무사들에게 무쓰 ・ 데와의 지배를 맡겼고, 후슈의 지위를 특별한 것으로 대하던 시각도 차츰 사라져 역사에서 그 이름이 지워지고 만다.
한편 가이토 미네오(海保嶺夫, 1943년~)는 중세 쓰가루(津軽) 지방의 호족 안도 씨(安東氏)를 후슈죠와 같은 존재로 보았다.

## 같이 보기
- 에미시
- 오슈 후지와라 씨
- 일본 무사